# Who Are the DeBolts?
Pour plus de détails, voir Fiche technique et Distribution.
Who Are the DeBolts? sous-titré And Where Did They Get Nineteen Kids? (littéralement « Qui sont les DeBolts ? Et où ont-ils eu leurs 19 enfants ? ») est un film documentaire américain réalisé par John Korty en 1977.
Le film obtint l'Oscar du meilleur film documentaire.

## Synopsis
Le documentaire relate la vie de Dorothy et Bob DeBolt, un couple d'américains qui a adopté 14 enfants dont certains sont des orphelins de guerre lourdement handicapés, en plus de leurs 5 enfants biologiques.

## Fiche technique
- Titre : Who Are the DeBolts?
- Réalisation : John Korty
- Scénario : Janet Peoples (non créditée)
- Musique : Ed Bogas
- Photographie : Jon Else
- Montage : David Webb Peoples
- Production : John Korty, Warren Lockhart, Dan McCann et Mark L. Rosen
- Société de production : Charles M. Schulz Creative Associates, Korty Films et Sanrio Company
- Société de distribution : Sanrio Communications (États-Unis)
- Pays :  Japon et  États-Unis
- Genre : Documentaire
- Durée : 72 minutes
- Dates de sortie : 
  -  Japon : 10 septembre 1977

## Distinctions
Le film a reçu l'Oscar du meilleur film documentaire.